# Henry River (vattendrag i Australien, New South Wales)
Henry River är ett vattendrag i Australien. Det ligger i delstaten New South Wales, i den sydöstra delen av landet, omkring 470 kilometer norr om delstatshuvudstaden Sydney.
I omgivningarna runt Henry River växer i huvudsak städsegrön lövskog. Trakten runt Henry River är nära nog obefolkad, med mindre än två invånare per kvadratkilometer. Genomsnittlig årsnederbörd är 1 276 millimeter. Den regnigaste månaden är januari, med i genomsnitt 268 mm nederbörd, och den torraste är oktober, med 19 mm nederbörd.